# Bahnhof Darmstadt Nord
Der Bahnhof Darmstadt Nord ist ein Kreuzungsbahnhof in Darmstadt. Der Personenbahnhof, an dem Züge der Odenwaldbahn und der Rhein-Main-Bahn halten, hat vier Bahnsteiggleise. Parallel zum Bahnhof verlaufen – nördlich liegend – zusätzlich zwei Gleise für den Güterverkehr.

## Geschichte
Der Nordbahnhof wurde 1909 bis 1912 für die Arbeiter und als Anbindung der Firma Merck errichtet. Er entstand im Zuge des Neubaus des Darmstädter Hauptbahnhofs. Dabei mussten auch die den neuen Hauptbahnhof erschließenden Strecken neu errichtet werden. Der Nordbahnhof wurde bei dieser Gelegenheit ergänzt. Eröffnet wurde er zwar am 28. April 1912. Da aber die Bauarbeiten nicht rechtzeitig abgeschlossen werden konnten, fuhr ihn der planmäßige Verkehr ab dem 15. Mai 1912 an.

## Architektur
Der denkmalgeschützte Bahnhof in traditionalistischer Architektur der Zeit Anfang des 20. Jahrhunderts entstand nach Plänen des Baurates der Mainzer Eisenbahndirektion, Friedrich Mettegang. Das Empfangsgebäude liegt an dem Damm einer Straßenbrücke und erschließt von oben über einen Flur in einem Quertrakt und Treppen die beiden Bahnsteige. Die südliche Bahnsteigüberdachung ist eine klassizistische Eisenkonstruktion aus den Anfangsjahren der Eisenbahn in Darmstadt. Sie stammt von einem älteren, unbekannten Bahnhof und wurde am Nordbahnhof neu aufgebaut. Die Bahnsteige sind nicht barrierefrei erreichbar.

## Verkehrliche Bedeutung

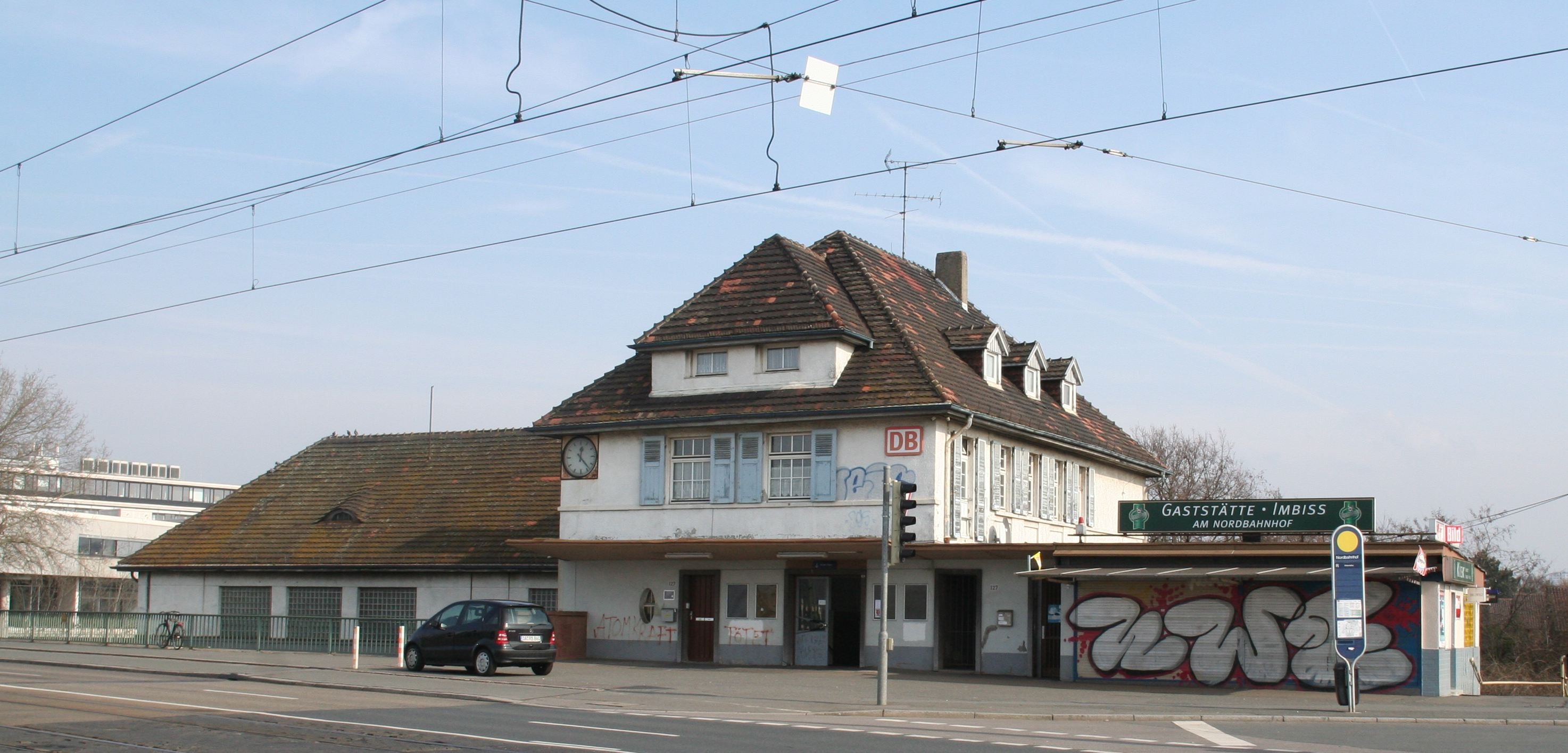
Westansicht

Im Bahnhof treffen sich die Bahnstrecken in Richtung Darmstadt Hbf und Frankfurt Hbf beziehungsweise in Richtung Babenhausen und Reinheim. Daneben liegt eine rund sieben Kilometer lange Verbindungsstrecke für den Güterverkehr vom Abzweig Stockschneise (bei Weiterstadt) nach Darmstadt-Kranichstein mit Verknüpfungen in der Gegenrichtung zum Darmstädter Hauptbahnhof und nach Arheilgen.
Anfangs war der Bahnhof ein Durchgangsbahnhof. Die Strecken aus dem Odenwald und aus Aschaffenburg verliefen auf eigenen Trassen in den Darmstädter Hauptbahnhof. Nach dem Zweiten Weltkrieg änderte er sich in einen Trennungsbahnhof, als die Trasse der Odenwaldbahn zurückgebaut und die Züge auf den Aschaffenburger Gleisen in den Hauptbahnhof geführt wurden.
Im Jahr 2005 bekamen die südlich liegenden Personenzuggleise der Odenwaldbahn eine östliche Anbindung an das Fahrtrichtungsgleis Darmstadt der Rhein-Main-Bahn, das wiederum mit einer Weichenverbindung an die Güterzugstrecke angeschlossen wurde. Durch diesen Umbau für neun Millionen Euro war es möglich, dass Züge der Odenwaldbahn direkt über die so genannte Frankfurter Kurve – ursprünglich nur für Güterzugverkehr vorgesehen – in Richtung Arheilgen weiter nach Frankfurt am Main fahren können, womit ein Kreuzungsbahnhof entstanden war.
Parallel zum Quertrakt des Nordbahnhofs verläuft die Straßenüberführung der Frankfurter Straße, auf der auch Bus- und Straßenbahnlinien verkehren.
Der Nordbahnhof ist ein Verknüpfungspunkt des Nahverkehrs. Es bestehen Anschlüsse zu den Regionalverkehrslinien nach Wiesbaden Hbf, Darmstadt Hbf, Aschaffenburg Hbf, Frankfurt (Main) Hbf, Erbach (Odenwald) und Eberbach sowie zu Straßenbahnen (Linien 6, 7, 8: Arheilgen – Eberstadt/Alsbach) und Bussen (Linie R: Darmstadt Nordbahnhof – Darmstadt Böllenfalltor) der HEAG mobilo.
DB Regio verkehrte auf der RB 75 ab Sommer 2008 mit Doppelstockgarnituren und Lokomotiven der Baureihe 143, die nichtbundeseigene Eisenbahn Hessische Landesbahn verkehrt seit Dezember 2018 mit Triebzügen des Typs Alstom Coradia Continental. Die nichtbundeseigene Eisenbahn VIAS verkehrt auf der Odenwaldbahn mit Itino-Triebwagen.

## Verbindungsübersicht
| Linie | Verlauf | Takt                                                | Betreiber      |
| ----- | --- | --------------------------------------------------- | -------------- |
| RB 75 | Rhein-Main-Bahn: Wiesbaden Hbf – Mainz Hbf – Mainz Römisches Theater – (Mainz-Gustavsburg –) (stündlich) Mainz-Bischofsheim – Nauheim (b Groß Gerau) – Groß Gerau – Klein-Gerau – Weiterstadt – Darmstadt Hbf – Darmstadt Nord – Darmstadt-Kranichstein – Messel – Dieburg – Altheim (Hess) – Hergershausen – Babenhausen (Hess) – Stockstadt (Main) – Mainaschaff – Aschaffenburg Hbf Stand: Fahrplanwechsel Dezember 2021                            | 25/35 min (wochentags) 60 min (Wochenende)          | HLB Hessenbahn |
| RE 80 | Odenwaldbahn: Darmstadt Hbf – Darmstadt Nord – Darmstadt Ost – Ober-Ramstadt – Reinheim (Odenw) – Groß-Umstadt Wiebelsbach – Höchst (Odenw) – Bad König – Michelstadt – Erbach (Odenw) Stand: Fahrplanwechsel Dezember 2021 | 60/120 min (wochentags)                             | VIAS           |
| RB 81 | Odenwaldbahn: Darmstadt Hbf – Darmstadt Nord – Darmstadt Ost – Darmstadt Lichtwiese – Mühltal – Ober-Ramstadt – Reinheim (Odenw) – Otzberg-Lengfeld – Groß-Umstadt Wiebelsbach – Höchst Hetschbach – Höchst (Odenw) – Höchst Mümling-Grumbach – Bad König – Bad König Zell – Michelstadt – Erbach (Odenw) Nord – Erbach (Odenw) – Beerfelden-Hetzbach – Hesseneck-Schöllenbach – Hesseneck-Kailbach – Eberbach Stand: Fahrplanwechsel Juni 2022        | einzelne Züge                                       | VIAS           |
| RB 82 | Odenwaldbahn: Frankfurt (Main) Hbf – Darmstadt Nord – Darmstadt Ost – Darmstadt Lichtwiese – Mühltal – Ober-Ramstadt – Reinheim (Odenw) – Otzberg-Lengfeld – Groß-Umstadt Wiebelsbach – Höchst Hetschbach – Höchst (Odenw) – Höchst Mümling-Grumbach – Bad König – Bad König Zell – Michelstadt – Erbach (Odenw) Nord – Erbach (Odenw) – Beerfelden-Hetzbach – Hesseneck-Schöllenbach – Hesseneck-Kailbach – Eberbach Stand: Fahrplanwechsel Juni 2022 | 60 min (Frankfurt–Erbach) 120 min (Erbach–Eberbach) | VIAS           |